# Udea cyanalis
Udea cyanalis là một loài bướm đêm trong họ Crambidae.